# League of Ireland
League of Ireland (irisch Sraith na hÉireann) ist der Name des Dachverbandes der höchsten Fußballligen der Republik Irland. Neben 19 Vereinen aus der Republik Irland nimmt mit Derry City auch eine Mannschaft aus dem zum Vereinigten Königreich gehörenden Nordirland am Spielbetrieb teil. Bei den Männern gehören die Premier Division und die First Division mit jeweils zehn Mannschaften zur League of Ireland. Dazu kommt die Women’s Premier Division mit zwölf Mannschaften sowie vier Ligen der männlichen und zwei der weiblichen Jugend.

## Geschichte

### Gründung der Liga bis zum Zweiten Weltkrieg

Ehemaliges Logo

Die League of Ireland wurde im Jahre 1921 nach der Unabhängigkeit der Republik Irlands vom Vereinigten Königreich gegründet. In der ersten Saison 1921/22 nahmen acht Vereine am Ligabetrieb in einer Spielklasse teil. Diese acht Vereine kamen alle aus der Hauptstadt Dublin und spielten in der Saison zuvor in der Leinster Senior League. Die Gründungsmitglieder waren Bohemians Dublin, Dublin United, Frankfort FC, Jacobs FC, Olympia Dublin, Shelbourne FC und YMCA FC. Die Bohemians und Shelbourne spielten zwischen 1902 und 1920 mit Unterbrechungen in der nur noch für Nordirland zuständigen Irish Football League. Erster Meister wurde St. James’s Gate FC.
Als einziges Gründungsteam, das seitdem ununterbrochen in der Liga verblieb, sind die Bohemians aus Dublin. Rekordmeister Shamrock Rovers kam zur zweiten Saison 1922/23 in die Liga und gewannen auf Anhieb die Meisterschaft. Mit den Rovers wurde mit Athlone Town der erste Verein außerhalb Dublins aufgenommen. In den 1920er und 1930er Jahren expandierte die Liga auf die gesamte Insel. 1924 kam mit dem Fordsons FC aus Cork der erste Verein aus der Provinz Munster in die Liga, während die Provinz Connacht erstmals 1934 durch die Sligo Rovers vertreten war. Ein Jahr zuvor ging der Meistertitel an den Dundalk FC und damit erstmals an einen Verein außerhalb Dublins.

### Nachkriegszeit, Boom und Niedergang
Die während des Zweiten Weltkrieges auf acht Mannschaften geschrumpfte Liga expandierte in der Nachkriegszeit langsam, aber stetig. Bis weit in die 1960er Jahre spielte die Liga mit zehn oder zwölf Mannschaften, bevor sie im Jahre 1969 auf 14 und schließlich 1977 auf 16 Mannschaften erweitert wurde. Die 1950er und 1960er Jahre gelten als die „goldene Ära“ der League of Ireland, als Zuschauerzahlen um die 30.000 die Regel waren. Ab den späten 1960er Jahren stagnierte die Liga und die Zuschauerzahlen gingen signifikant zurück
Im Jahre 1951 wurde St Patrick’s Athletic neu in die Liga aufgenommen und sicherte sich als Neuling gleich die Meisterschaft. Während der 1960er Jahre verloren die Dubliner Clubs ihre Vorherrschaft. Dominierender Verein der 1960er Jahre war der Waterford FC, die zwischen 1966 und 1976 sechs Meisterschaften innerhalb von acht Jahren errangen. Überhaupt ging zwischen 1965 und 1975 kein Titel in die Hauptstadt. In der Saison 1981/82 versuchte die League of Ireland durch ein besonderes Punktesystem offensives Spiel von Auswärtsmannschaften zu belohnen, dazu wurde für ein Jahr die 3-Punkte-Regel mit der Besonderheit eingeführt, dass die Auswärtsmannschaften, soweit sie mindestens ein Unentschieden erreichten, einen Extrapunkt erhielten. Somit erhielt eine Auswärtsmannschaften bei einem Sieg vier statt drei und bei einem Unentschieden zwei statt einem Punkt.

### Neustrukturierung
Zur Saison 1985/86 wurde die League of Ireland neu strukturiert. Die Liga wurde auf zwölf Mannschaften verkleinert, die fortan die Premier Division bildeten. Die vier Tabellenletzten der Saison 1984/85 Sligo Rovers, Drogheda United, Finn Harps und Longford Town mussten in die neue First Division absteigen, wo sie auf die neu aufgenommenen Vereine Bray Wanderers, Cobh Ramblers, Derry City, EMFA, Monaghan United und Newcastle United trafen. Ab der Saison 1987/88 trafen die Mannschaften statt wie bisher zweimal gleich dreimal pro Saison aufeinander. Zwischen 1992 und 1994 wurde die Liga nach Hin- und Rückrunde in eine Meisterschafts- und Abstiegsrunde geteilt.
Sportlich dominierten wieder die Vereine aus Dublin. Die Shamrock Rovers wurden als erster irischer Verein überhaupt zwischen 1984 und 1987 viermal in Folge Meister, bevor für den Verein eine jahrelange Durststrecke folgte. Der nordirische Club Derry City konnte in der Saison 1988/89, zwei Jahre nach ihrem Aufstieg in die höchste Spielklasse, als nicht repulikirischer Verein den Meistertitel gewinnen. Ein zweiter Titel folgte 1997.

### Finanzielle Schwierigkeiten und Übernahme durch die FAI
Im Jahre 2003 wurden die Bohemians und Shelbourne innerhalb weniger Monate nacheinander Meister, da der Ligabetrieb vom üblichen Betrieb von Herbst bis Frühjahr auf einen Parallellauf mit dem Kalenderjahr umgestellt wurde. 2005 wurde die Premier Division zugunsten der First Division von zehn auf zwölf Teams vergrößert, da die First Division gleichzeitig um zwei Mannschaften verringert wurde, blieb die Anzahl von 22 Vereinen konstant. Die späten 2000er Jahre waren überschattet von anhaltenden finanziellen Schwierigkeiten der Vereine. Gegen die Shamrock Rovers wurde ein Insolvenzverfahren eingeleitet und der Verein musste in der Saison 2005 nach verlorener Relegation gegen Dublin City erstmals absteigen. Ein Jahr später musste der Meister Shelbourne FC wegen nicht abgeführter Steuern in die First Division zwangsabsteigen. Lokalrivale Dublin City zog seine Mannschaft nach 17 Spielen zurück.
Als Konsequenz fusionierte die bislang eigenständige League of Ireland mit dem irischen Fußballverband FAI. Alle Klubs mussten sich „bewerben“ und ein Gremium entschied dann durch Punktevergabe, wer in die Premier Division oder die First Division kam. Entscheidend dafür waren die Ergebnisse der letzten fünf Jahre und andere Kriterien, wie Infrastruktur, Führung, Finanzen, Jugendarbeit, Marketing etc. Mit der Übernahme durch die FAI wurden auch erstmals Spielerverträge eingeführt, die die Bedingungen für die Spieler und die Übersicht für die Vereine einfacher machen sollten. Viele Vereine verkalkulierten sich regelmäßig mit den Spielergehältern und gaben mehr aus, als sie einnahmen. Die Gehälter der Spieler wurden immer in Netto ausgehandelt, was sich dann vernichtend auf die Buchhaltung ausgewirkte, wenn dann die Steuern bezahlt werden sollten. Das sollte nun mit dem neuen einheitlichen Spielervertrag verhindert werden.
Für Dublin City, das sich bereits im Sommer 2006 aus dem Spielbetrieb zurückgezogen hatte, und für den Limerick FC, dem eine Lizenz für die Saison 2007 für beide Spielklassen der League of Ireland verwehrt wurde, nahm die Liga zwei neu gegründete Teams auf: die Wexford Youths und Limerick 37, benannt nach dem Jahr in dem zuerst Profifußball in Limerick gespielt wurde. 2009 mussten Cork City und Derry City aus finanziellen Gründen jeweils zwangsweise in die First Division absteigen.

### Gegenwart
In den 2010er Jahren konnten sich mit den Shamrock Rovers und Dundalk FC erstmals irische Vereine für die Gruppenphase der UEFA Europa League qualifizieren. Überhaupt war Dundalk die dominierende Mannschaft der 2010er Jahre mit fünf Meisterschaften innerhalb von sechs Jahren zwischen 2014 und 2019. Anschließend konnten die Shamrock Rovers ab 2020 zum zweiten Mal vier Meistertitel in Folge gewinnen.

## Teilnehmende Mannschaften in der Saison 2025
In der League of Ireland 2025 spielen folgende Mannschaften
| Premier Division      |
| --------------------- |
| 10 Vereine            |
| Bohemians Dublin      |
| Cork City             |
| Derry City            |
| Drogheda United       |
| Galway United         |
| Shamrock Rovers       |
| Shelbourne FC         |
| Sligo Rovers          |
| St Patrick’s Athletic |
| Waterford FC          |

| First Division                |
| ----------------------------- |
| 10 Vereine                    |
| Athlone Town                  |
| Bray Wanderers                |
| Cobh Ramblers                 |
| Dundalk FC                    |
| Finn Harps                    |
| Kerry FC                      |
| Longford Town                 |
| Treaty United                 |
| University College Dublin AFC |
| Wexford Youths                |

| Women’s Premier Division |
| ------------------------ |
| 12 Vereine               |
| Athlone Town             |
| Bohemians Dublin         |
| Cork City                |
| DLR Waves                |
| Galway United            |
| Peamount United          |
| Shamrock Rovers          |
| Shelbourne FC            |
| Sligo Rovers             |
| Treaty United            |
| Waterford FC             |
| Wexford Youths           |

## Premier Division

### Modus
Die Saison richtet sich seit der Saison 2003 wie in Skandinavien nach dem Kalenderjahr, was dazu führt, dass in europäischen Wettbewerben stets die Sieger des Vorjahres antreten. Zuvor dauerte eine Saison, wie in den meisten anderen europäischen Ligen, stets vom Spätsommer bis zum nächsten Frühling. 
Die zehn Mannschaften spielen im Ligasystem jeweils viermal gegen jede andere Mannschaft, zweimal im eigenen Stadion und zweimal im Stadion des Gegners. Für einen Sieg erhält eine Mannschaft drei Punkte, für ein Unentschieden einen Punkt und für eine Niederlage keine Punkte. Bei Punktgleichheit entscheidet zunächst die bessere Tordifferenz und dann die höhere Anzahl der erzielten Tore.
Der Meister nimmt an der ersten Qualifikationsrunde der UEFA Champions League teil. Der Vizemeister und der Tabellendritte qualifizieren sich für die UEFA Conference League, wo bei der Dritte in der ersten Qualifikationsrunde startet, während der Vizemeister erst in der zweiten Qualifikationsrunde in den Wettbewerb eingreift. Sollte der Sieger des FAI Cup einen der ersten drei Plätze der Premier Division belegen, so rückt der Tabellenvierte nach. Der Tabellenletzte steigt in die First Division ab, während der Vorletzte in einer Relegation auf den Sieger der First Division Play-offs trifft. Dieses Spiel findet auf neutralem Platz statt.

### Meister der League of Ireland
- 1921/22 St. James’s Gate FC
- 1922/23 Shamrock Rovers
- 1923/24 Bohemians Dublin
- 1924/25 Shamrock Rovers
- 1925/26 Shelbourne FC
- 1926/27 Shamrock Rovers
- 1927/28 Bohemians Dublin
- 1928/29 Shelbourne FC
- 1929/30 Bohemians Dublin
- 1930/31 Shelbourne FC
- 1931/32 Shamrock Rovers
- 1932/33 Dundalk FC
- 1933/34 Bohemians Dublin
- 1934/35 Dolphin FC
- 1935/36 Bohemians Dublin
- 1936/37 Sligo Rovers
- 1937/38 Shamrock Rovers
- 1938/39 Shamrock Rovers
- 1939/40 St. James’s Gate FC
- 1940/41 Cork United
- 1941/42 Cork United
- 1942/43 Cork United
- 1943/44 Shelbourne
- 1944/45 Cork United
- 1945/46 Cork United
- 1946/47 Shelbourne FC
- 1947/48 Drumcondra FC
- 1948/49 Drumcondra FC
- 1949/50 Cork Athletic
- 1950/51 Cork Athletic
- 1951/52 St Patrick’s Athletic
- 1952/53 Shelbourne FC
- 1953/54 Shamrock Rovers
- 1954/55 St Patrick’s Athletic
- 1955/56 St Patrick’s Athletic
- 1956/57 Shamrock Rovers
- 1957/58 Drumcondra FC
- 1958/59 Shamrock Rovers
- 1959/60 Limerick FC
- 1960/61 Drumcondra FC
- 1961/62 Shelbourne FC
- 1962/63 Dundalk FC
- 1963/64 Shamrock Rovers
- 1964/65 Drumcondra FC
- 1965/66 Waterford FC
- 1966/67 Dundalk FC
- 1967/68 Waterford FC
- 1968/69 Waterford FC
- 1969/70 Waterford FC
- 1970/71 Cork Hibernians
- 1971/72 Waterford FC
- 1972/73 Waterford FC
- 1973/74 Cork Celtic
- 1974/75 Bohemians Dublin
- 1975/76 Dundalk FC
- 1976/77 Sligo Rovers
- 1977/78 Bohemians Dublin
- 1978/79 Dundalk FC
- 1979/80 Limerick FC
- 1980/81 Athlone Town
- 1981/82 Dundalk FC
- 1982/83 Athlone Town
- 1983/84 Shamrock Rovers
- 1984/85 Shamrock Rovers

### Meister der Premier Division
- 1985/86 Shamrock Rovers
- 1986/87 Shamrock Rovers
- 1987/88 Dundalk FC
- 1988/89 Derry City
- 1989/90 St Patrick’s Athletic
- 1990/91 Dundalk FC
- 1991/92 Shelbourne FC
- 1992/93 Cork City
- 1993/94 Shamrock Rovers
- 1994/95 Dundalk FC
- 1995/96 St Patrick’s Athletic
- 1996/97 Derry City
- 1997/98 St Patrick’s Athletic
- 1998/99 St Patrick’s Athletic
- 1999/00 Shelbourne
- 2000/01 Bohemians Dublin
- 2001/02 Shelbourne FC
- 2002/03 Bohemians Dublin
- 2003 Shelbourne FC
- 2004 Shelbourne FC
- 2005 Cork City
- 2006 Shelbourne FC
- 2007 Drogheda United
- 2008 Bohemians Dublin
- 2009 Bohemians Dublin
- 2010 Shamrock Rovers
- 2011 Shamrock Rovers
- 2012 Sligo Rovers
- 2013 St Patrick’s Athletic
- 2014 Dundalk FC
- 2015 Dundalk FC
- 2016 Dundalk FC
- 2017 Cork City
- 2018 Dundalk FC
- 2019 Dundalk FC
- 2020 Shamrock Rovers
- 2021 Shamrock Rovers
- 2022 Shamrock Rovers
- 2023 Shamrock Rovers
- 2024 Shelbourne FC

### Rekordmeister
| Platz | Verein                | Titel |
| ----- | --------------------- | ----- |
| 1     | Shamrock Rovers       | 21    |
| 2     | Dundalk FC            | 14    |
|       | Shelbourne FC         | 14    |
| 4     | Bohemians Dublin      | 11    |
| 5     | St Patrick’s Athletic | 8     |

| Platz | Verein        | Titel |
| ----- | ------------- | ----- |
| 6     | Waterford FC  | 6     |
| 7     | Cork United   | 5     |
|       | Drumcondra FC | 5     |
| 9     | Cork City     | 3     |
|       | Sligo Rovers  | 3     |

| Platz | Verein          | Titel |
| ----- | --------------- | ----- |
| 11    | Athlone Town    | 2     |
|       | Cork Athletic   | 2     |
|       | Cork Celtic     | 2     |
|       | Cork Hibernians | 2     |
|       | Derry City      | 2     |

| Platz | Verein              | Titel |
| ----- | ------------------- | ----- |
| 16    | Dolphin FC          | 1     |
|       | Drogheda United     | 1     |
|       | Limerick FC         | 1     |
|       | St. James’s Gate FC | 1     |

### Ewige Tabelle
In der ewigen Tabelle liegt Rekordmeister Shamrock Rovers knapp vor Bohemians Dublin, die als einzige Mannschaft an allen Spielzeiten teilnahm.
Der Berechnung ist die 3-Punkte-Regel zugrunde gelegt (drei Punkte pro Sieg, ein Punkt pro Unentschieden). Farblich hinterlegte Vereine spielen in der Saison 2021 in der League of Ireland.
| Pl.                    | Verein                | Jahre | Sp.  | S    | U   | N   | T+   | T-   | Diff. | Punkte | Ø-Pkt. | Titel |
| ---------------------- | --------------------- | ----- | ---- | ---- | --- | --- | ---- | ---- | ----- | ------ | ------ | ----- |
| 1.                     | Shamrock Rovers 1     | 98    | 2497 | 1225 | 605 | 667 | 4616 | 3002 | +1614 | 4272   | 1,71   | 18    |
| 2.                     | Bohemians Dublin      | 100   | 2546 | 1104 | 600 | 842 | 4043 | 3350 | +693  | 3907   | 1,53   | 11    |
| 3.                     | Dundalk FC            | 86    | 2156 | 978  | 504 | 674 | 3727 | 2924 | +803  | 3438   | 1,59   | 14    |
| 4.                     | Shelbourne FC         | 86    | 2106 | 891  | 512 | 703 | 3624 | 3012 | +612  | 3177   | 1,51   | 13    |
| 5.                     | St Patrick’s Athletic | 70    | 1990 | 824  | 520 | 646 | 2905 | 2588 | +317  | 2977   | 1,5    | 8     |
| 6.                     | Sligo Rovers          | 68    | 1836 | 641  | 444 | 751 | 2615 | 2976 | −361  | 2367   | 1,29   | 3     |
| 7.                     | Waterford FC          | 65    | 1619 | 664  | 344 | 611 | 2783 | 2658 | +125  | 2336   | 1,44   | 6     |
| 8.                     | Limerick FC           | 61    | 1486 | 506  | 341 | 639 | 2117 | 2479 | −362  | 1859   | 1,25   | 2     |
| 9.                     | Cork City             | 35    | 1122 | 515  | 302 | 305 | 1560 | 1126 | +434  | 1834   | 1,63   | 3     |
| 10.                    | Derry City            | 33    | 1078 | 452  | 302 | 324 | 1448 | 1068 | +380  | 1658   | 1,54   | 2     |
| 11.                    | Drogheda United       | 44    | 1299 | 371  | 358 | 570 | 1535 | 1994 | −459  | 1460   | 1,12   | 1     |
| Stand: Saisonende 2020 |                       |       |      |      |     |     |      |      |       |        |        |       |

### UEFA-Fünfjahreswertung
Platzierung in der UEFA-Fünfjahreswertung:
(in Klammern die Vorjahresplatzierung). Die Kürzel CL, EL und CO hinter den Länderkoeffizienten geben die Anzahl der Vertreter in der Saison 2026/27 der Champions League, der Europa League sowie der Conference League an.
- 29.  (27)  Bulgarien (Liga, Pokal) – Koeffizient: 19.875 – CL: 1, EL: 1, CO: 2
- 30.  (28)  Aserbaidschan (Liga, Pokal) – Koeffizient: 19.625 – CL: 1, EL: 1, CO: 2
- 31.  (35)  Irland (Liga, Pokal) – Koeffizient: 14.968 – CL: 1, EL: 1, CO: 2
- 32.  (31)  Moldau (Liga, Pokal) – Koeffizient: 14.500 – CL: 1, EL: 1, CO: 2
- 33.  (41)  Island (Liga, Pokal) – Koeffizient: 13.520 – CL: 1, EL: 1, CO: 2

Stand: Ende der Europapokalsaison 2024/25

## First Division

### Modus
Auch in der First Division verläuft die Saison nach dem Kalenderjahr. Die zehn Mannschaften spielen im Ligasystem jeweils viermal gegen jede andere Mannschaft, zweimal im eigenen Stadion und zweimal im Stadion des Gegners. Für einen Sieg erhält eine Mannschaft drei Punkte, für ein Unentschieden einen Punkt und für eine Niederlage keine Punkte. Bei Punktgleichheit entscheidet zunächst die bessere Tordifferenz und dann die höhere Anzahl der erzielten Tore.
Der Meister steigt direkt in die Premier Division auf. Die Mannschaften auf den Plätzen zwei bis fünf qualifizieren sich für die Play-off-Runde, die in Hin- und Rückspiel ausgetragen wird. Die besser platzierte Mannschaft hat dabei im Rückspiel Heimrecht. Dabei trifft zunächst im Halbfinale der Zweite auf den Fünften und der Dritte auf den Vierten. Die beiden Sieger treffen im Finale aufeinander. Der Sieger des Finals trifft in der Relegation auf den Vorletzten der Premier Division. Dieses Spiel findet auf neutralem Platz statt. Es gibt keinen sportlichen Absteiger aus der First Division.

### Meister
- 1985/86 Bray Wanderers
- 1986/87 Derry City
- 1987/88 Athlone Town
- 1988/89 Drogheda United
- 1989/90 Waterford United
- 1990/91 Drogheda United
- 1991/92 Limerick City
- 1992/93 Galway United
- 1993/94 Sligo Rovers
- 1994/95 University College Dublin AFC
- 1995/96 Bray Wanderers
- 1996/97 Kilkenny City
- 1997/98 Waterford United
- 1998/99 Drogheda United
- 1999/00 Bray Wanderers
- 2000/01 Dundalk FC
- 2001/02 Drogheda United
- 2002/03 Waterford United
- 2003 Dublin City
- 2004 Finn Harps
- 2005 Sligo Rovers
- 2006 Shamrock Rovers
- 2007 Cobh Ramblers
- 2008 Dundalk FC
- 2009 University College Dublin AFC
- 2010 Derry City
- 2011 Cork City
- 2012 Limerick City
- 2013 Athlone Town
- 2014 Longford Town
- 2015 Wexford Youths
- 2016 Limerick City
- 2017 Waterford United
- 2018 University College Dublin AFC
- 2019 Shelbourne FC
- 2020 Drogheda United
- 2021 Shelbourne FC
- 2022 Cork City
- 2023 Galway United
- 2024 Cork City

### Rekordmeister
| Platz | Verein                        | Titel |
| ----- | ----------------------------- | ----- |
| 1     | Drogheda United               | 5     |
| 2     | Waterford United              | 4     |
| 3     | Bray Wanderers                | 3     |
|       | Cork City                     | 3     |
|       | University College Dublin AFC | 3     |
|       | Limerick FC                   | 3     |

| Platz | Verein        | Titel |
| ----- | ------------- | ----- |
| 7     | Athlone Town  | 2     |
|       | Derry City    | 2     |
|       | Dundalk FC    | 2     |
|       | Galway United | 2     |
|       | Shelbourne FC | 2     |
|       | Sligo Rovers  | 2     |

| Platz | Verein          | Titel |
| ----- | --------------- | ----- |
| 13    | Cobh Ramblers   | 1     |
|       | Dublin City     | 1     |
|       | Finn Harps      | 1     |
|       | Kilkenny City   | 1     |
|       | Longford Town   | 1     |
|       | Shamrock Rovers | 1     |
|       | Wexford Youths  | 1     |

## Women’s Premier Division

### Geschichte
Bereits im Jahre 1973 gründete die Football Association of Ireland die Ladies League of Ireland, die bis Anfang der 1980er Jahre bestand. Zwischen 1987 und 1989 wurde eine neue, gleichnamige Liga gegründet. Im Jahre 1994 fusionierte die Leinster Ladies League und die Civil Service League zur Dublin Women’s Soccer League. Hier spielten überwiegend Vereine aus dem Großraum Dublin. Die Liga wurde nach der Saison 2006 eingestellt. Im Jahre 2011 wurde mit der Women’s National League eine landesweite Liga eingeführt, die 2016 auf das Kalenderjahr umgestellt wurde. Seit 2023 trägt die Liga den Namen League of Ireland Women’s Premier Division.

### Modus
Auch in der Women’s Premier Division verläuft die Saison nach dem Kalenderjahr. Die zwölf Mannschaften spielen im Ligasystem jeweils zweimal gegen jede andere Mannschaft, einmal im eigenen Stadion und einmal im Stadion des Gegners. Für einen Sieg erhält eine Mannschaft drei Punkte, für ein Unentschieden einen Punkt und für eine Niederlage keine Punkte. Bei Punktgleichheit entscheidet zunächst die bessere Tordifferenz und dann die höhere Anzahl der erzielten Tore.
Der Meister qualifiziert sich für die erste Qualifikationsrunde der UEFA Women’s Champions League. Es gibt keinen sportlichen Absteiger aus der Women’s Premier Division.

### Meister
- 2011/12 Peamount United
- 2012/13 Raheny United
- 2013/14 Raheny United
- 2014/15 Wexford Youths
- 2015/16 Wexford Youths
- 2016 Shelbourne FC
- 2017 Wexford Youths
- 2018 Wexford Youths
- 2019 Peamount United
- 2020 Peamount United
- 2021 Shelbourne FC
- 2022 Shelbourne FC
- 2023 Peamount United
- 2024 Athlone Town

### Rekordmeister
| Platz | Verein          | Titel |
| ----- | --------------- | ----- |
| 1     | Peamount United | 4     |
|       | Wexford Youths  | 4     |
| 3     | Shelbourne FC   | 3     |
| 4     | Raheny United   | 2     |
| 5     | Athlone Town    | 1     |